# Chumen (köpinghuvudort i Kina, Zhejiang Sheng, lat 28,22, long 121,29)
Chumen (kinesiska: 楚门, 楚门镇) är en köpinghuvudort i Kina. Den ligger i provinsen Zhejiang, i den östra delen av landet, omkring 250 kilometer sydost om provinshuvudstaden Hangzhou. Antalet invånare är 85 047. Befolkningen består av 39 988 kvinnor och 45 059 män. Barn under 15 år utgör 13,0 %, vuxna 15-64 år 79 %, och äldre över 65 år 6,0 %.
Närmaste större samhälle är Zhugang, 11,2 km sydväst om Chumen. Trakten runt Chumen består till största delen av jordbruksmark.
Genomsnittlig årsnederbörd är 2 023 millimeter. Den regnigaste månaden är juni, med i genomsnitt 334 mm nederbörd, och den torraste är januari, med 74 mm nederbörd.